# Curl de bíceps

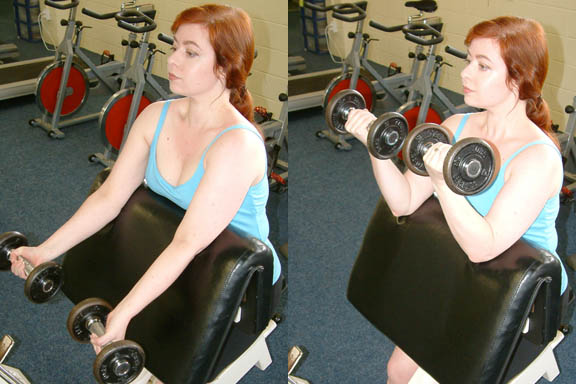
Exercici realitzat amb suport.

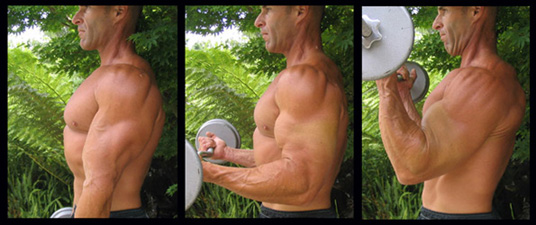
Exercici sense el suport.

Curl de bíceps són els exercicis que impliquen l'exercitació d'aquest múscul. Com el bíceps treballa en el gir de nina o contracció del braç, és fàcil induir que els diferents tipus de curls incloguin flexions de braços així com girs de canell.

## Diferents exercicis de Curl

### Curl parat amb barra
Aquest és l'exercici preferit pel grup dels quals busquen grandària i força en els bíceps; Per a fer-ho hem de comptar amb una barra recta i col·locar pes en els extrems (discos d'acer amb el pes triat). Molts prefereixen l'escombri E-Z o la W, que tenen aspecte corb, com si fos la lletra "w". Per a executar-ho prenem la barra, peguem els colzes als costats del nostre cos i tirem els colzes cap endarrere i hem de pujar el pes i baixar-lo lentament fins a estirar el braç completament.
És un excel·lent exercici perquè permet afegir molt de pes i completar més sèrie amb ajuda. Però també és l'exercici de bíceps més propensos als "paranys" de l'entrenament: doblegar la columna cap endarrere; impulsar el pes amb la inèrcia; "balançaments, càrregues del pit," etc.

### Curl Scott o Predicador
Per a fer-ho hem de prendre una barra recta, W o E-Z a gust i asseure'ns en el banc; prendre la barra a una separació mitjana entre mans, i flexionar, mantenint en tot moment les axil·les en el tall del suport del banc. Quan es descendeix no s'ha d'estendre completament el braç, perquè de fer-lo es corre el risc de donar suport al pes en l'embuatat, i a més és un exercici en el qual es vol mantenir la tensió constant mitjançant el maneig de pesos baixos, per a aconseguir congestions òptimes, la qual cosa suposa hipertròfia.

### Curl amb manuelles tipus martell
Prenem dues manuelles i les elevem com si martelléssim i baixem lentament el pes. Cal recordar que no és un exercici per a manejar grans pesos. Permet manejar pesos mitjans.
Aquest exercici es pot fer ja bé, en el banc de predicador secundant fermament els braços i baixant i aixecant sense arribar a tocar l'embuatat amb l'avantbraç, en un banc lleument inclinat cap endarrere per a intensificar l'exercici o fins i tot dempeus.
L'exercici (com qualsevol altre de bíceps) es farà de tal forma que en pujar estrenyerem el bíceps i deixarem caure lentament el pes amb la finalitat d'una millor execució de l'exercici i uns resultats més primerencs.

### Curl Zottman amb mancuernas
Aquest exercici de curl treballa els avantbraços a més dels bíceps. En la posició inicial comencem dempeus, subjectant les manuelles amb les palmes mirant cap amunt i els braços estesos. Pugem les manuelles com en un curl normal i en arribar a dalt girem les nines de manera que les palmes mirin cap avall. Després abaixem les manuelles i tornem a girar les palmes a dalt una vegada aconseguida la posició inicial.
Curl amb manuelles en banc inclinat
En aquesta variant dels curls es col·loca més èmfasi al cap llarg del bíceps. Ens recolzem en una banca inclinada, secundant tot el nostre cos en aquest, i portant els braços darrere del cos. Subjectem les manuelles amb les mans en supinació; flexionem el colze, contraient activament els bíceps, i després estirem els braços de tornada al punt inicial, sempre mantenint una contracció activa dels bíceps.

## Regles principals
En el món culturista se sap que les regles més importants són: pegar els colzes al cos, i tirar els braços cap endarrere. S'admet una mica de balanceig sol quan hi ha un pes important segons les capacitats del culturista, i quan està en l'última sèrie o repeticions. Si es desitja fer el balanceig ha de ser suau i amb faixa per a evitar lesions. Si bé en els llibres d'exercicis això últim no figura, en el món pràctic del gimnàs es considera una potent arma d'avantatge. No obstant això, no hi ha una forma objectiva per a mesurar si es compleixen aquestes regles.